# 和平之后堂 (罗马贾尼科伦斯区)

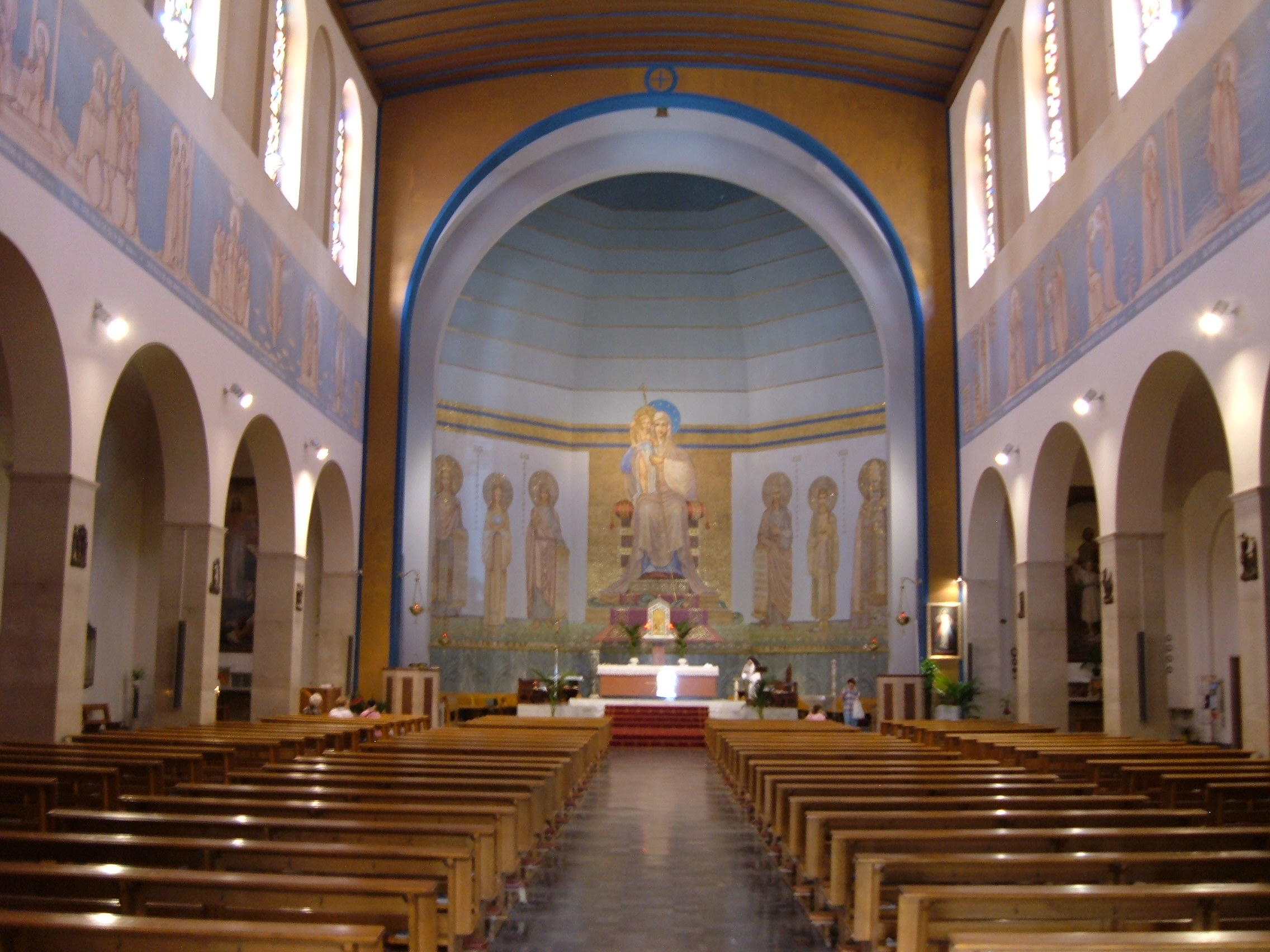
内部

和平之后堂（義大利語：Chiesa di Santa Maria Regina Pacis）是一个天主教领衔堂区，位于意大利罗马贾尼科伦斯区（Gianicolense）的的安东·朱利奥·巴里利街（via Anton Giulio Barrili）。

## 历史与建筑
该堂建于20世纪上半叶，建筑师图利奥·罗西（Tullio Rossi）。该堂于1932年开工建造，1942年4月11日祝圣。立面前面有一个门廊，清水砖墙；上有拉丁文铭文：「Mariae Immaculatae Reginae Pacis A.D. MCMXLII」（无玷圣母和平之后）；立面一侧有一座高大的钟楼。  
教堂内部有三个通廊，由高高的拱形柱子隔开。最突出的是半圆形后殿的大幅马赛克“宝座上的玛丽亚与圣婴和圣徒”（Maria seduta in trono con Bambino e Santi），是奥多尔多·安塞尔米（Odoardo Anselmi）的作品。左右两条通廊的终点是克莱托·卢齐（Cleto Luzzi）1944年的作品，分别描绘“登山变相”和“圣若瑟与圣婴”。在中殿的墙上，有巨大的花窗玻璃，以及描绘福音布道的壁画，其中圣母玛利亚也有出现。 
该堂的堂区由教宗庇护十一世创建于1932年3月25日，交由圣母无玷始胎清规咏经团（Canonici Regolari dell'Immacolata Concezione）管理。教宗若望保禄二世于1988年6月28日将其封为领衔堂区。